# Шульте, Деб
Дебора Шульте (англ. Deborah "Deb" Schulte; род. в 1960 году, Вон (Онтарио), Канада) — канадский политический и государственный деятель. В прошлом — министр по делам пожилых людей в кабинете Джастина Трюдо (2019—2021). С 2015 по 2021 год являлась членом Палаты общин Канады от Либеральной партии.

## Биография
Деб Шульте получила высшее образование в сфере машиностроения и аэрокосмической техники в Принстонском университете.
Перед тем, как заняться политикой, Шульте на протяжении двадцати двух лет работала в менеджменте Bombardier Aerospace, подразделении канадской компании, производителя самолётов и космической техники. С 2010 по 2014 год Деб Шульте работала региональным советником в городе Вон, Онтарио. Являлась парламентским секретарём министра государственных доходов.
В 2015 году Деб Шульте была впервые избрана в Палату общин Канады, на выборах 2019 года она была переизбрана в парламент. Тогда же, в 2019 году, премьер-министр Джастин Трюдо назначил Деб Шульте министром по делам пожилых людей. Она сменила на этом посту Филомену Тасси, тоже члена Либеральной партии.
20 сентября 2021 года проиграла досрочные выборы с результатом 42,9 %, немного уступив кандидатке консерваторов Анне Робертс (ту поддержали 22 529 избирателей, то есть 45,1 %).
26 октября 2021 года был приведён к присяге новый состав правительства Трюдо, в котором новым министром по делам пожилых граждан назначена Камал Хера.